# Liu Yanan
Liu Yanan (chinesisch 刘亚男, Pinyin Liú Yànán; * 29. September 1980 in Dalian, Liaoning) ist eine chinesische Volleyballspielerin.
Liu Yanan spielte von 2001 bis 2008 als Mittelblockerin in der chinesischen Nationalmannschaft und gewann bei den Olympischen Spielen 2004 in Athen die Goldmedaille und bei den Olympischen Spielen 2008 in Peking die Bronzemedaille. Sie gewann außerdem 2003 den World Grand Prix und den Weltpokal in Japan. Liu Yanan ist auch mehrfache Asienmeisterin und gewann zweimal die Asienspiele.